# Peter Bay
Peter Bay (* 1957 in Washington, D.C.) ist ein US-amerikanischer Dirigent.

## Leben
Bay studierte an der University of Maryland und am Peabody Institute. Er gewann 1980 den Ersten Preis bei der Baltimore Symphony Orchestra Young Conductors Competition und war 1987 Preisträger bei der Leopold Stokowski Competition des American Symphony Orchestra. 1994 wurde er in das Leonard Bernstein American Conductors Program aufgenommen.
Von 1980 bis 1990 war Bay Dirigent beim Aspen Music Festival. Seit 1998 ist er musikalischer Leiter und Dirigent des Austin Symphony Orchestra. Außerdem ist er Dirigent des Big Sky Classical Festival Orchestra und des Arizona Philharmonic sowie Chefdirigent des Ballet Austin und dirigierte mehrere Aufführungen an der Austin Opera (u. a. A Streetcar Named Desire, La Traviata, Turandot, Le nozze di Figaro, La Bohème). Weiterhin wirkte er als musikalischer Leiter des Erie Philharmonic, des Annapolis Symphony Orchestra, des Breckenridge Music Festival, des Britt Festival Orchestra und des Hot Springs Music Festival. Als Gastdirigent trat er mit mehr als 80 Orchestern aus den USA, Deutschland, Österreich. Litauen, Portugal, Ekuador und Mexiko auf.
Mit der Austin Symphony nahm Bay eine CD mit Kompositionen Edward Burlingame Hills auf, mit der Richmond Symphony Benjamin Brittens The Sword in the Stone und mit dem Rochester Philharmonic Orchestra und dem Perkussionsensemble Nexus das Album Voices. Als Dirigent wirkte er auch an Christopher Cross’ Album Secret Ladder und an Hanan Townshends Soundtrack zum Film The Vessel mit. 2012 dirigierte er Allison Orrs choreographisches Werk Solo Symphony. 2016 wurde er in die Austin Arts Hall of Fame aufgenommen. Bay ist mit der Sängerin Mela Sarajane Dailey verheiratet.